# MGM 그랜드 라스베이거스

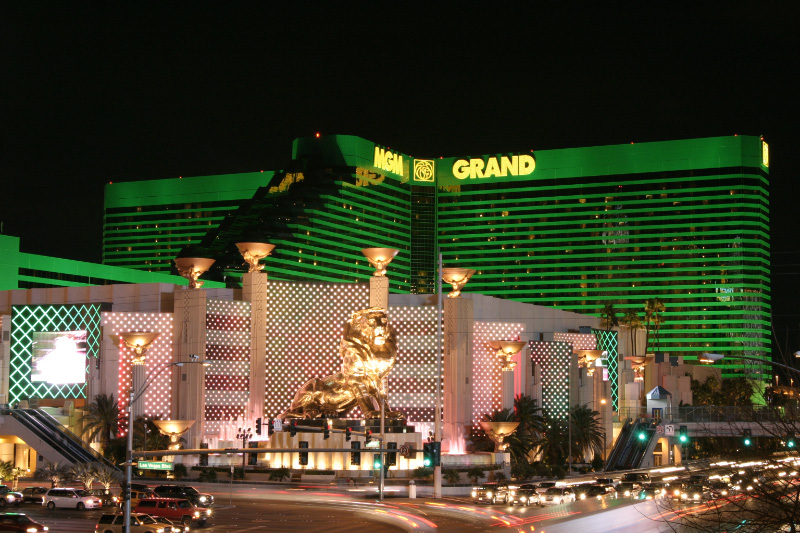
MGM 그랜드 라스베이거스

MGM 그랜드 라스베이거스(MGM Grand Las Vegas)은 미국 네바다주 패러다이스의 라스베이거스 스트립에 있는 호텔, 카지노이다. 방의 개수는 6852개이다.
Vici Properties가 소유하고 MGM 리조트 인터내셔널, 이 운영하는 30층짜리 메인 건물은 293피트(89미터) 높이이다. 이 리조트에는 5개의 야외 수영장, 강, 폭포가 있으며 6.6에이커(2.7헤타르)의 면적을 차지하고 있다. 또한 380,000제곱피트(35,000제곱미터) 규모의 컨벤션 센터, MGM 그랜드 가든 아레나, 그랜드 스파가 있다. 또한 수많은 상점, 나이트클럽, 레스토랑, 클라크 카운티에서 가장 큰 카지노가 있다. 카지노는 171,500제곱피트(15,930제곱미터)의 면적을 차지한다.

## 대중 문화에서
MGM Grand는 여러 개의 코미디 영화에 출연했다:
- 리조트는 The Great White Hype (1996)에서 두드러지게 등장한다.[6][7][8]
- 오즈의 마법사 테마는 스윙어즈 (1996)에서 언급된다. 트렌트는 MGM에서 도로시 게일 의상을 입은 친구와 함께 일하는 웨이트리스를 만난다.[9][10]
- 해당 리조트는 또한 1997년 영화 "Vegas Vacation"의 끝 부분에 나타나는데, 그곳은 Griswold 가족이 keno 게임에서 돈을 되찾는 카지노로 나타난다.[11]
- MGM은 2000년 영화 "Ready to Rumble"의 피날레에서 나타난다.[12][13]
- MGM은 또한 2001년 영화 "오션스 일레븐"에서 Danny Ocean과 그의 크루에 의해 약탈당한 세 개의 카지노 중 하나이다.[14] 또한, 영화에는 헤비급 복싱 챔피언 레녹스 루이스와 볼로디미르 클리치코 간의 무효화된 제목 통일 경기도 주목적으로 등장한다.[15][16]

MGM은 텔레비전에서도 나타났다.
- 리조트는 2001년 CSI: 과학수사대의 "Table Stakes"라는 에피소드에서 특집되었다.[17]
- 또한, 그것은 The Amazing Race 15 (2009)[18][19] 그리고 The Amazing Race 24 (2014)에도 나타난다.[20]
- Dominion (2014–15)에서는 MGM이 David Whele의 거주지로 사용되었다.[21][22][23]